# 錦町 (蕨市)
錦町（にしきちょう）は、埼玉県蕨市の町名。現行行政地名は錦町一丁目から錦町六丁目。郵便番号は335-0005（蕨郵便局管区）。

## 地理
蕨市の西部に位置し、北東で北町、東で中央、南で戸田市上戸田、南西で戸田市新曽、北西でさいたま市南区辻と接する。一・二丁目と四丁目の大部分が工業地域だったが、宅地化が進んでいる。町域東辺、北町・中央との境界に国道17号（中山道）が通っている。

### 地価
住宅地地価は2017年（平成29年）1月1日の公示地価によれば錦町4-8-26の地点で21万8000円/m2となっている。

## 歴史
中世以降芝丘郷蕨村に属した。江戸時代初期に現在の蕨市内が蕨村・塚越村の2ヶ村に固定されて以降、一貫して蕨村・蕨宿に属した。現在の町域内にあたる区域は寺社領を除いては江戸期を通じて全て天領だった。1889年（明治22年）の町村制施行で北足立郡蕨町大字蕨の一部となり、1966年（昭和41年）10月1日、新住居表示の実施に伴い大字蕨の一部から錦町が成立した。

### 地名の由来
成立の際、市内の西部を占めることから「ニシ」に「キ」を添え雅名とした。

## 世帯数と人口
2017年（平成29年）10月1日現在の世帯数と人口は以下の通りである。
| 丁目       | 世帯数    | 人口     |
| ---------- | --------- | -------- |
| 錦町一丁目 | 919世帯   | 1,925人  |
| 錦町二丁目 | 1,195世帯 | 2,492人  |
| 錦町三丁目 | 561世帯   | 1,238人  |
| 錦町四丁目 | 905世帯   | 1,912人  |
| 錦町五丁目 | 681世帯   | 1,516人  |
| 錦町六丁目 | 960世帯   | 1,743人  |
| 計         | 5,221世帯 | 10,826人 |

## 小・中学校の学区
市立小・中学校に通う場合、学区は以下の通りとなる。
| 丁目       | 番地    | 小学校           | 中学校           |
| ---------- | ------- | ---------------- | ---------------- |
| 錦町一丁目 | 3〜12番 | 蕨市立中央小学校 | 蕨市立第二中学校 |
| 錦町一丁目 | その他  | 蕨市立北小学校   | 蕨市立第二中学校 |
| 錦町二丁目 | 1〜5番  | 蕨市立北小学校   | 蕨市立第二中学校 |
| 錦町二丁目 | その他  | 蕨市立西小学校   | 蕨市立第二中学校 |
| 錦町三丁目 | 全域    | 蕨市立西小学校   | 蕨市立第二中学校 |
| 錦町四丁目 | 全域    | 蕨市立西小学校   | 蕨市立第二中学校 |
| 錦町五丁目 | 全域    | 蕨市立西小学校   | 蕨市立第二中学校 |
| 錦町六丁目 | 全域    | 蕨市立西小学校   | 蕨市立第二中学校 |

## 交通

### 鉄道
町域内に鉄道は敷設されていない。東部ではJR京浜東北線蕨駅、南部ではJR埼京線・戸田駅、西部ではJR埼京線・北戸田駅が最寄り駅になる。

### 道路
- 国道17号（中山道）- 町域の東辺を通る。
- 埼玉県道79号朝霞蕨線 - 錦町三丁目交差点から錦町五丁目交差点までは旧中山道にあたる。

## 施設
- 蕨警察署
- 蕨市消防本部
- 蕨市立学校給食センター
- 蕨市立第二中学校
- 蕨市立西小学校
- 蕨市立図書館分館
- 蕨錦町郵便局
- 松原会館 - 蕨市社会福祉協議会による老人福祉施設。
- 蕨指定居宅介護支援センター
- 蕨市総合社会福祉センター
- 富士見公園
  - 富士見公園内野球場 - 軟式野球・ソフトボール専用球場。
- 郷町会会館
- 富士見第二公園
- 笹山長磨美術館
- 蕨戸田建設高等職業訓練校
- JA戸田市蕨
- 蕨工業団地
- 蕨市営錦町2丁目住宅
- 錦町4丁目住宅
- 錦町2丁目赤田住宅
- 埼玉県職員蕨宿舎
- 埼玉県営蕨錦町団地
- さつき保育園
- 宝蔵寺 - 日蓮宗の寺院。南北朝時代の創建[4]。
- 堂山寺
- 本法院
- 春日神社
- 聖観音